# No Time to Die (singolo)
No Time to Die è un singolo della cantante statunitense Billie Eilish, pubblicato il 14 febbraio 2020 come primo estratto dalla colonna sonora del film omonimo.
Il brano è stato premiato con il Golden Globe per la migliore canzone originale, il Grammy Award alla miglior canzone scritta per i media visivi e l'Oscar alla migliore canzone.

## Antefatti
La canzone è stata scritta da Eilish e suo fratello Finneas O'Connell e registrata nello studio presente nella loro camera da letto. All'età di 18 anni Eilish è l'artista più giovane della storia a scrivere e registrare un brano per la colonna sonora di James Bond.
Nel gennaio 2020 l'account Twitter della serie di James Bond ha annunciato Billie Eilish come interprete del tema principale del prossimo film. La cantante ha definito l'opportunità come «un grande onore», e il produttore O'Connell ha dichiarato di «sentirsi molto fortunato di prendere parte ad una saga cinematografica così leggendaria». Il regista di No Time to Die, Cary Joji Fukunaga ha affermato di essere un fan del duo, e i produttori del film, Michael G. Wilson e Barbara Broccoli, hanno dichiarato che la canzone è «stata scritta in modo impeccabile». Ai Premi Oscar 2020 Eilish ha confermato che il brano è stato completato.

## Promozione
La cantante ha presentato per la prima volta No Time to Die dal vivo nell'ambito degli annuali BRIT Award il 18 febbraio 2020.

## Accoglienza
Cassie Da Costa di The Daily Beast ha affermato che la canzone non è «al livello di Goldfinger [...] di Shirley Bassey o You Only Live Twice di Nancy Sinatra». Ha aggiunto che «certamente non è la migliore canzone di Eilish, ma negli ultimi tempi la saga di Bond sembra che si accontenti facilmente». Alexa Camp di Slant Magazine ha dichiarato che «l'atmosfera cupa e lussureggiante della canzone si allinea alle precedenti colonne sonore di 007».

## Video musicale
Il video musicale, diretto da Daniel Kleinman, è stato pubblicato attraverso il canale YouTube della cantante il 1º ottobre 2020.

## Tracce
Testi e musiche di Billie Eilish O'Connell e Finneas O'Connell.
Download digitale
1. No Time to Die – 4:03

CD (Giappone), 7" (Europa, Stati Uniti)
1. No Time to Die – 4:02
2. No Time to Die (Instrumental) – 4:02

7" (Europa, Stati Uniti) – 2ª versione
- Lato A

1. No Time to Die (Live from the BRIT Awards)

- Lato B

1. No Time to Die (Demo)

## Formazione
- Billie Eilish – voce
- Finneas – produzione, strumentazione
- Stephen Lipson – produzione, missaggio
- Hans Zimmer – arrangiamenti orchestrali
- Matt Dunkley – arrangiamenti orchestrali
- Rob Kinelski – missaggio
- John Greenham – mastering

## Successo commerciale
No Time to Die ha debuttato alla 16ª posizione della Billboard Hot 100 statunitense. È stata la canzone più scaricata della settimana, con 25 000 vendite digitali (divenendo così la prima della cantante a raggiungere la vetta della Digital Songs), nonché la sesta più riprodotta sulle piattaforme di streaming, con 20,6 milioni di ascolti totalizzati a livello nazionale. Nella Billboard Canadian Hot 100 è entrato all'11ª posizione e alla prima in quella riguardante le copie digitali, rendendola la sua prima numero uno in tale classifica nel paese.
Il brano ha fatto il suo debutto in vetta nella Official Singles Chart britannica, diventando la prima numero uno di Billie Eilish nel Regno Unito grazie a 90 488 unità di vendita, di cui 10,6 milioni di stream e 17 892 download digitali, che gli hanno permesso di entrare in vetta anche alla classifica dei download. Anche nella classifica irlandese ha debuttato in cima, regalando alla cantante la sua seconda numero e segnando la più grande settimana di debutto per un singolo nel 2020.
In Australia ha esordito al 4º posto della ARIA Singles Chart, divenendo la nona top ten dell'interprete.

## Classifiche

### Classifiche settimanali
| Classifica (2020) | Posizione massima |
| ----------------- | ----------------- |
| Australia         | 4                 |
| Austria           | 2                 |
| Belgio (Fiandre)  | 3                 |
| Belgio (Vallonia) | 42                |
| Canada            | 11                |
| Corea del Sud     | 187               |
| Croazia           | 22                |
| Danimarca         | 4                 |
| Estonia           | 1                 |
| Finlandia         | 3                 |
| Francia           | 26                |
| Germania          | 5                 |
| Grecia            | 2                 |
| Irlanda           | 1                 |
| Islanda           | 3                 |
| Italia            | 25                |
| Lettonia          | 3                 |
| Libano            | 17                |
| Lituania          | 3                 |
| Malaysia          | 4                 |
| Norvegia          | 3                 |
| Nuova Zelanda     | 9                 |
| Paesi Bassi       | 3                 |
| Portogallo        | 6                 |
| Regno Unito       | 1                 |
| Repubblica Ceca   | 1                 |
| Singapore         | 5                 |
| Slovacchia        | 1                 |
| Spagna            | 43                |
| Stati Uniti       | 16                |
| Svezia            | 3                 |
| Svizzera          | 2                 |
| Ungheria          | 1                 |

### Classifiche di fine anno
| Classifica (2020) | Posizione |
| ----------------- | --------- |
| Belgio (Fiandre)  | 88        |
| Islanda           | 79        |
| Portogallo        | 129       |
| Regno Unito       | 63        |
| Svizzera          | 84        |
| Ungheria          | 75        |